# Mimetus notius
Mimetus notius är en spindelart som beskrevs av Chamberlin 1923. Mimetus notius ingår i släktet Mimetus och familjen kaparspindlar. Inga underarter finns listade i Catalogue of Life.